# Château de Mézerville
Le château de Mézerville est un château situé à Mézerville, en France.

## Localisation
Le château est situé sur la commune de Mézerville, dans le département français de l'Aude.

## Historique
L'édifice est inscrit partiellement au titre des monuments historiques en 1976 (Façades et toitures).